# Anelassorhynchus moebii
Anelassorhynchus moebii is een lepelworm uit de familie Thalassematidae.
De wetenschappelijke naam van de soort werd in 1879 gepubliceerd door Greeff.